# Dakota Pass
Dakota Pass är ett bergspass i Antarktis. Det ligger i Östantarktis. Nya Zeeland gör anspråk på området. Dakota Pass ligger 2 401 meter över havet.
Terrängen runt Dakota Pass är kuperad åt sydväst, men åt nordost är den platt. Trakten är obefolkad. Det finns inga samhällen i närheten.